# ターダッキン

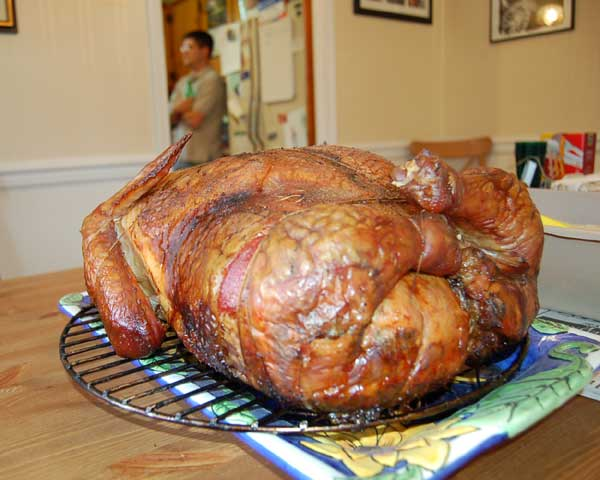
焼いたターダッキン

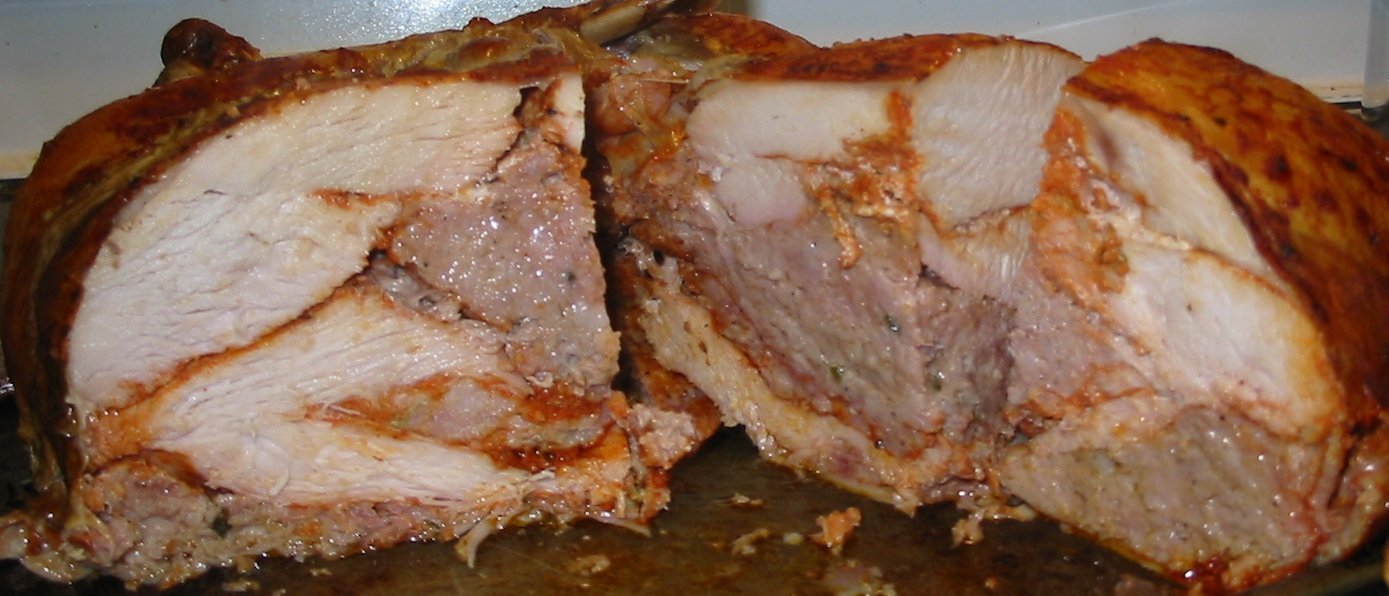
ソーセージを詰め物にしたターダッキン切って中が見えるようにしたもの

ターダッキン（Turducken）はターキー（七面鳥）にダック（鴨）を詰め、さらにチキン（鶏）とフィリングを詰めて焼く、アメリカ合衆国ルイジアナ州南部の料理。turkey、duck、chickenのカバン語であり、ポール・プルドームが商標を登録している。

## 起源
動物の中に他の動物を納めて調理する技法はengastrationと呼ばれ、中世ヨーロッパに起源があると考えられている。たとえば18世紀にイギリスの富裕層の間では、七面鳥、ガチョウ、ニワトリ、ウズラ、ハトの5種を入れ子にしたヨークシャークリスマスパイが人気だった。また革命期フランスの美食家グリモ・ド・ラ・レニエールはrôti sans pareilという鳥類17種を入れ子にした料理を紹介し、同様のものは古代ローマにも存在したと記している。
ターダッキンという名前の起源については、Maurice村のHebert's Specialty Meatsという店があげられている。